# 海珠橋
海珠橋（かいじゅきょう、英語: Hoi Chu Bridge、イェール式広東語: Hói jyū kìuh、拼音: Hǎizhū qiáo）は、中華人民共和国広東省広州市にある橋梁。珠江に架けられた初めての橋梁であり、越秀区と海珠区を結んでいる。北は広州起義路、南では江南大道北に接続する。
2013年12月6日午前、広州市文物管理委員会および広州市歴史文化名城保護委員会2013年第三次会議は審議の結果「広州市歴史建築（第一批）推薦名単」を通過し、海珠橋は他の300余の建築物とともに、広州市で初めて認定された歴史建築となった。

## 歴史

### 初期

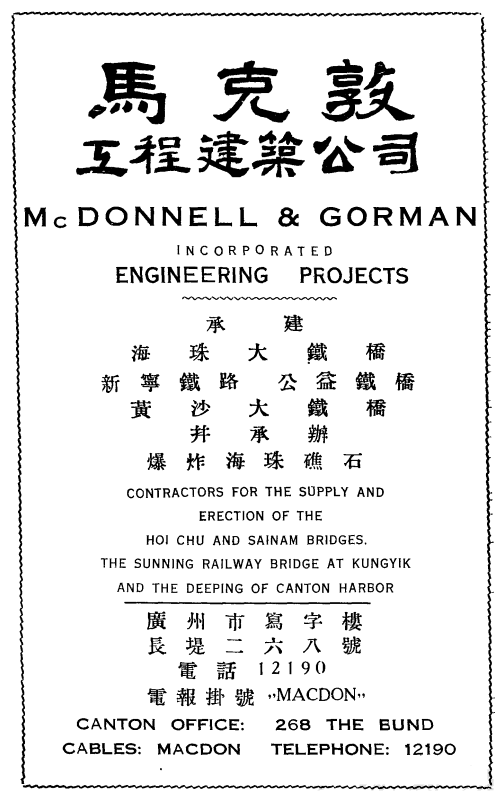
馬克敦公司の広告

陳済棠が広東を掌握していた1920年代末、広州市政府は珠江への架橋を決定した。広州城市設計委員会により設計図が公募され、広州市工務局の測量の結果、市内の珠江流域で河幅が最も狭隘になる地点、即ち珠江北岸の維新路（現在の起義路）から珠江南岸の廠前街（現在の南華東路）にかけて、初の両岸を結ぶ鋼鉄製可動橋を建設することが決定された。
民国十八年（1929年）4月5日、広州城市設計委員会は海珠鉄橋の計画に関し、たびたび会議を開いて議論を重ねた結果、広告による公募方式を採用することを決定した。等級ごとの賞金は、甲等が1000元、乙等が600元、丙等が300元とし、これを市政委員長に報告・承認のうえ、珠江鉄橋の設計図面の公募広告および設計要項の草案などを取りまとめ、広州・香港・上海などの中文・西洋語新聞に掲載して、広く公募を行った。採用された作品には賞金を授与し、その原図に基づいて工事を進めることとされた。
同年11月20日、この鉄橋建設事業について、すでに契約が締結され、アメリカの橋梁建築専門家が工事を担当することとなった。市政府との協議を経て、同時に北岸の堤防埋め立て工事も実施することが決定された。橋梁工事の費用は300万元、また西堤から海珠公園（当時は長堤大馬路以南に位置していた）までの埋め立て工事には200万元が計上され、両工事の合計費用は500万元に達した。市政府は財政局に命じ、まず手付金として銀5万両を支払い、残額については契約に従い分割で支払うこととした。11月19日、広州市財政局はこの指示を受け資金を拠出し、また市政府に報告を行った。

1929年12月4日付『広州民国日報』では、以下のように報じられている：
| 「 | ……広州市区を見ると、邇來商務は日増しに盛んとなり、人口は激増し、道路と建築は展拓が強く求められている。ただ河（珠江）の南北には未だなお橋樑が無く、およそ市民の往来、商賈の販運、日に夕に彼岸へ横渡するに恃む所は、僅かに電船小艇であり、渡し場では相喚び、先を争い、群衆は押し寄せ、殊更に混雑している。故に年間を通じて舟楫は或いは風雨や潮流によって転覆し、或いは江輪海舶に衝突し、溺死するものが数え切れないほどである。若し強風や増水に見舞われれば、甚しくは対岸への渡船がなくなり、渡河を欲しても果たせず、徒らに珠江を眺めて嘆くばかりである…… いまや我らが広州市の街路は縦横に走り、楼閣は林立しているが、これらはすべて人民自らが外部の力を借りることなく築き上げたものであり、すでに全国の市街地の模範となっている。もし鉄橋が珠江をまたいで両岸を連絡し、南は黄埔に通じ、北は粤漢鉄路に接続することで、北部の貨物を運び入れ、異邦の財を広く集めることができれば、商業は大いに発展し、繁栄の気運は万千に及び、ロンドンの雄大さと競い合い、ニューヨークを凌駕する日も遠くない。これは単に徒に利益を追求しているのでは決してない。今、市政府はこのことに着目し、珠江を横断する大鉄橋の建設を議決した。その橋の北端は維新馬路に位置し、南端は河南堤岸に至る…… すでに慎昌洋行・馬克敦公司と契約を訂立し、工期は21か月以内と定められている。現在、12月1日をもって着工することが決定されており、本局長は市民がこの橋の完成を切望していることを深く理解し、政府の期待はなお一層であることを認識している。よって着工日をここに公告し、広く周知するとともに、この喜びを分かち合いたい。今や巨材が山のごとく積まれ、機械部品は雲のごとく集まり、鉄槌が振るわれれば土石は飛び散り、鉄柱は雲に連なり、千尺の下を見下ろすことになる。すべての車両、歩行者、往来する船舶は、工事区域の所在をよく認識し、あたかも岩壁の下を行くがごとく、事前に十分に危険を回避して、決して自ら災いを招くことのないよう心掛けるべきである。なお、本局が工事の監督を行うとともに、本布告をもって市民各位に周知させるものである。以上 | 」 |

海珠橋は1929年12月1日に着工された。アメリカの慎昌洋行（Anderson Meyers & Co., Ltd.）が、103万2千両銀という低価格で建設権を獲得し、実際の施工は馬克敦公司（McDonnell & Gorman）によって公開入札の形で請け負われた。当時は「珠江大鉄橋（Pearl River Bridge）」と称された。竣工後は「海珠大鉄橋」と呼ばれ、英語では広州市内で一般的に使用されていた粤式郵政拼音を用いて「Hoi Chu Bridge」と表記された。
3年あまりの工事を経て、大橋は1933年2月15日に正式に完成し、開通した。橋の全長は356.67mで、主橋部分は182.9m、幅は18.3mであった。構造は単純支持式のアーチ型下路式鋼トラス橋で、橋の中心高さ（海面からの高さ）は8mである。全橋には4つの橋脚があり、第2および第3橋脚の間隔は50m。橋上には機械式の電動開閉装置が設けられ、中間部分の橋面を持ち上げて開閉することで、船舶が橋の下を通行できるよう設計された。この大橋の開通により、広州の河北地区と河南地区が初めて直接結ばれることになった。そして、橋の近くに「海珠石」という地名があったことから、「海珠橋」と改名された。この橋は当時の広州市内で唯一、珠江を横断する橋であり、また中国で唯一の開閉式鉄橋でもあった。完成時には、国民政府主席および広東省省長を務めた胡漢民が題字を書いている。

当時、巴金がこの橋を訪れ、以下のように描写している:
| 「 | 私が中国の都市で見た鉄橋の中では、おそらくこれが最も大きなものだろう。……（中略） この橋は一枚岩のように固まったものではなく、可動式の橋である。橋の中央には一本の長い裂け目があり、そこから川の水の流れを見ることができる。時には大きな船が通るとき、この橋はその裂け目から二つに分かれ、高く空に向かって持ち上がる。それはまるでクレーンのアームのようだ。 私は疲れた体を引きずるようにして、ゆっくりと橋の上を歩いた。空気は涼しく心地よい。……（中略）……歩道には労働者たちがいっぱい座っていて、横になって眠っている者もいれば、鉄骨の上に座っている者もいる。橋の上の電灯はとても明るく、海珠橋はまるで集会場のようだった。夜はまるで労働者たちの祝日のように思えた。 | 」 |

1938年6月、日本軍が広州に侵攻し、広州を爆撃した。その際、海珠橋の開閉装置が破壊された（ある説では、広州が陥落し国民政府軍が撤退する際に、開閉装置の一部を爆破したとも言われている）。さらに日本軍は橋の開閉設備一式を奪い去った。このため、大橋は開閉機能を失い、小型船しか通行できなくなり、大型船は黄埔埠頭に停泊せざるを得なくなった。
- 旧海珠橋開通当日
- 海珠橋開幕日、黒山の人だかりとなる北岸
- 1930年代の海珠橋
- 1930年代の海珠橋
- 1930年代の広州市の街道図。海珠橋は珠江を横断する唯一の橋梁であった
- 民国時期、可動部分に掛けられた胡漢民の題字

### 爆破（国共内戦）
国共内戦末期の1949年10月14日夕方5時50分、広州戦役で敗北した国軍は撤退の際、海珠橋を爆破し、400人以上の市民が死亡した。この事件により、珠江の水面上にあった船家（水上生活者の家）は大きな被害を受け、電力が中断され、広州市に甚大な損害を与えた。河南と河北の陸路交通は、橋が修復されるまで復旧しなかった。

### 再建
1950年3月25日、広州市人民政府は海珠橋の再建を決定し、ソ連の橋梁専門家ジハノフらの指導の下、衡陽鉄路管理局の技術者卓観培をはじめとする技術者たちが昼夜を問わず作業を行い、6か月で海珠橋を修復し、通行を再開した。修復後の橋は長さ486m、主橋部分は長さ182m、幅33mとなり、車線は3車線、両側には歩道と自転車道も設置された。修復された海珠橋は、可動式ではなくなったものの、外観は元の橋に近い形状で完成した。再建された海珠橋は、同年11月7日に開通し、1963年には新しい「羊城八景」の一つに選ばれた。
1974年12月、海珠橋の拡張工事が正式に開始された。この工事では、海珠橋の車道と歩道の幅が広げられ、橋の両側にそれぞれ7.83m拡張され、旧橋の両側にそれぞれ11mのプレストレストコンクリート構造橋が追加された。新橋と旧橋が一体化し、橋梁のスパンは元の橋と一致するように組み合わせられ、新しい橋面システムが完成した。また、元の鉄橋の歩道は、11.24mの軽車両・歩行者道として改造され、4つの橋脚も追加された。
1995年、海珠橋の旧橋梁に対して、自己アンカー式の補強と錆取り保守が行われた。前者では、中間の孔の両端に吊塔と引き索が追加され、三孔連続の自己アンカー式吊橋に改造された。また、橋にはイルミネーションも設置された。
- 1950年通行が復旧した海珠橋
- 1950年再建時の銘板
- 海珠橋

### 2012年の修理事業
海珠橋は長年の過剰負荷使用により、使用されている鋼材に疲労と老化が見られるようになった。さらに、1950年の再建時に使用された鋼材は、英国の大橋を解体した際に提供された古い材料であり、鋼材を提供した英国の企業は、鋼材の使用期限が迫っていることを広州市の関係部門にファックスで通知していた。これにより、広州市は2006年から2008年の間に、海珠橋の大修理に関する入札を3回実施した。
2012年2月28日、海珠橋は正式に閉鎖され、18ヶ月間の大修理が開始された。海珠橋を通る22本のバス路線は、解放大橋、江湾大橋、人民橋を経由するように迂回された。
2013年8月、海珠橋の大修理が基本的に完成した。今回の大修理では、両端の引橋が解体・再建され、主橋の鋼材が交換された。また、1995年に追加された吊塔を含む補強構造もその役割を終え全て解体され、1950年以来の原始的な構造が基本的に復元された。
2013年9月1日、海珠橋は修理を完了し、開通した。
注目すべきは、1995年に追加された自己アンカー式吊索が、開閉構造が残っていると誤解されることがある点である。実際、1950年に再建された海珠橋の中央部分は完全な鋼トラスであり、開閉機能はもはや存在しない。

2019年8月3日、海珠広場のアップグレード改造工事に合わせて、海珠橋全区間および広州解放記念碑の一部路段で車両通行が禁止された。これにより、関連するバス路線は一時的に迂回して運行された。通行制限は9月5日まで続き、その後再び通行可能となった。

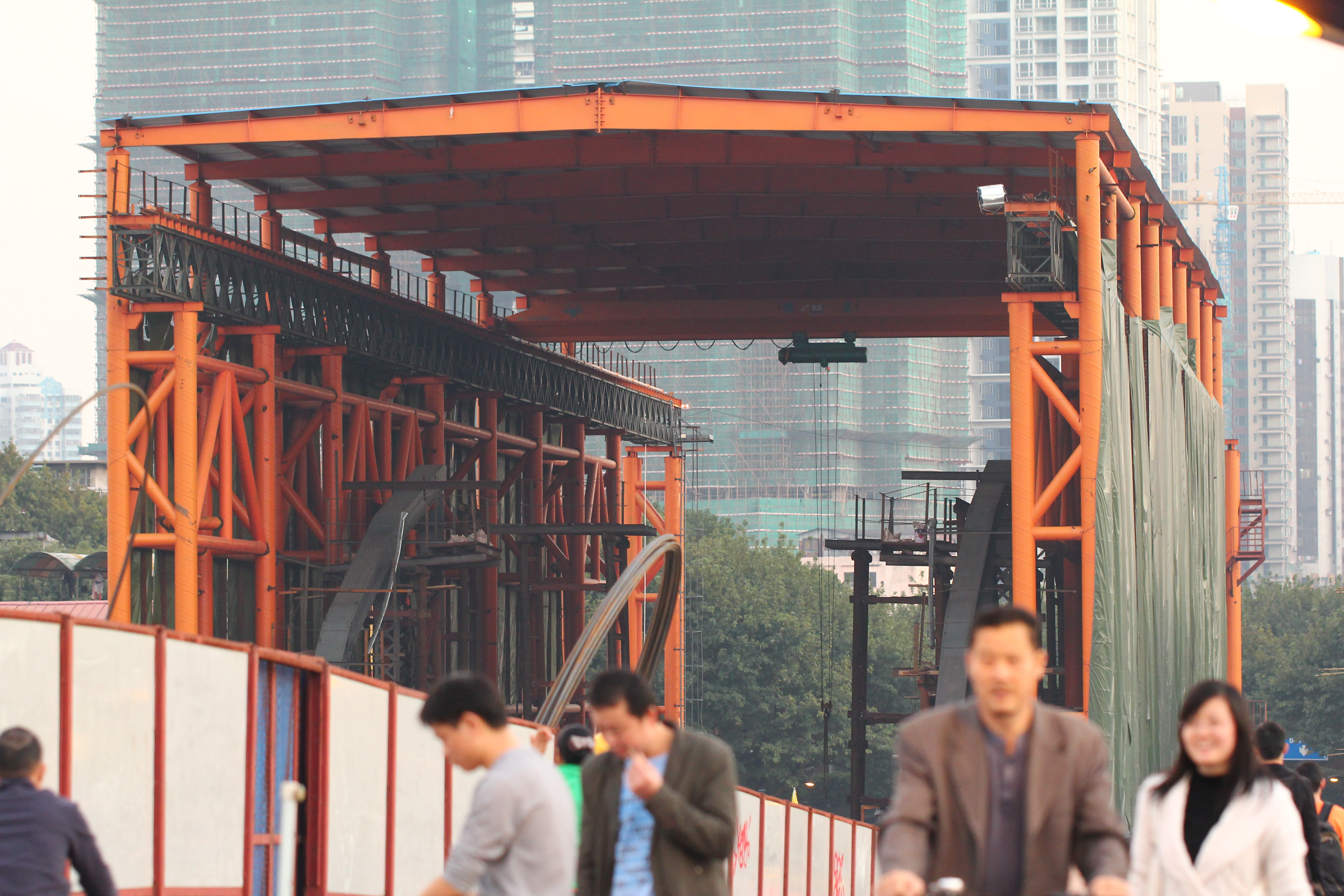
维修工程（2012年12月）
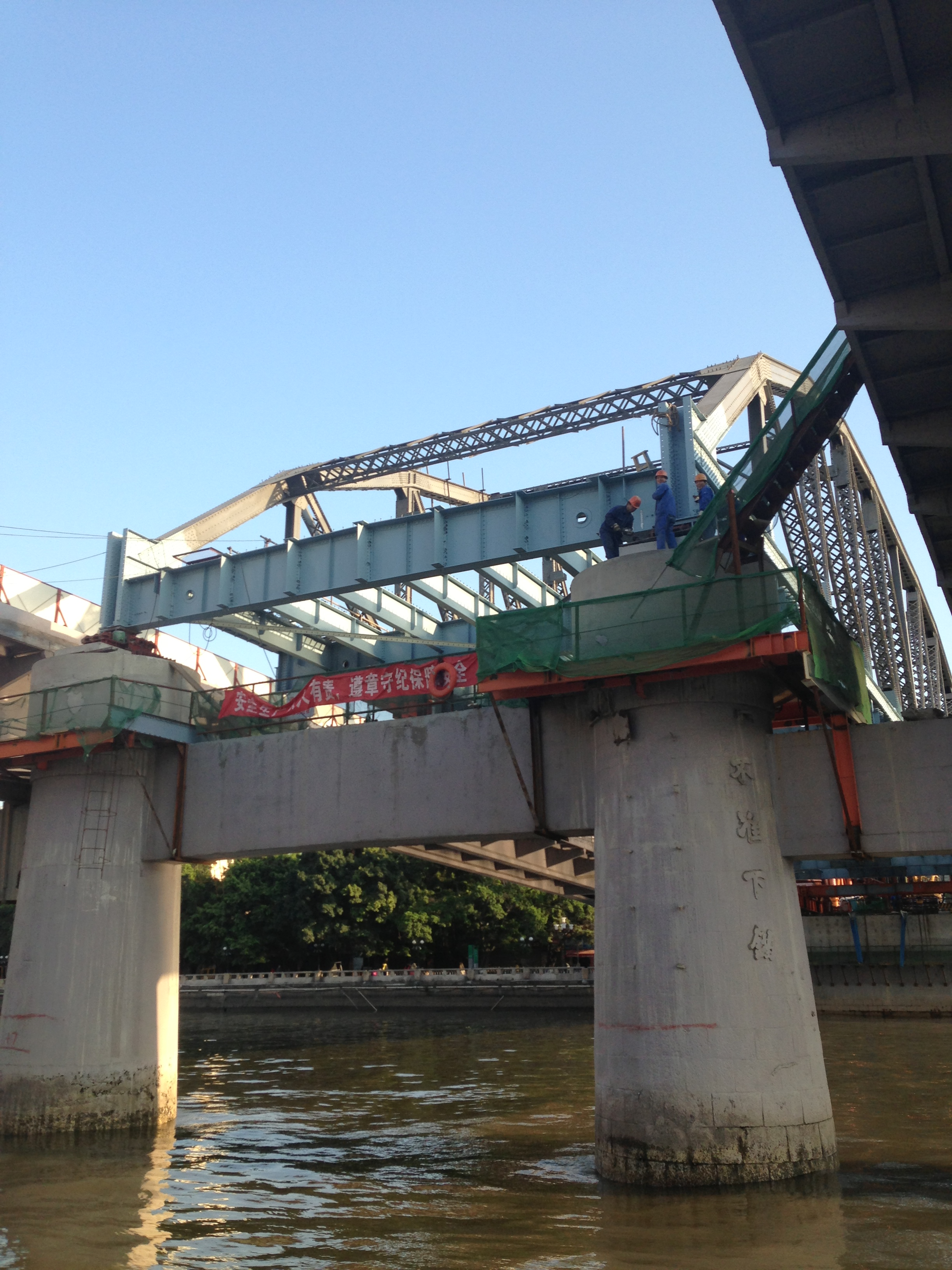
維修工程（2013年2月）
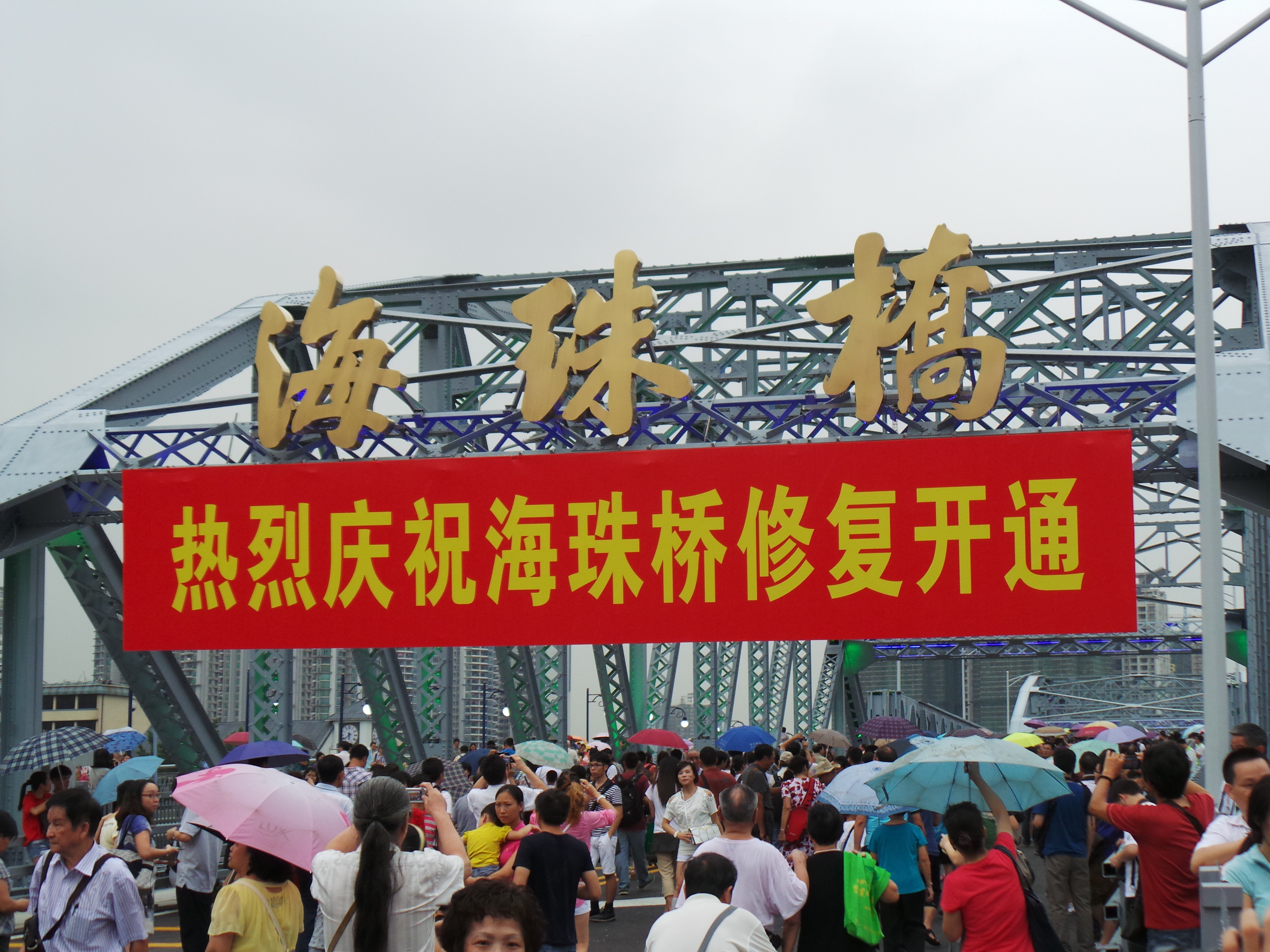
2013年维修后开通前一天
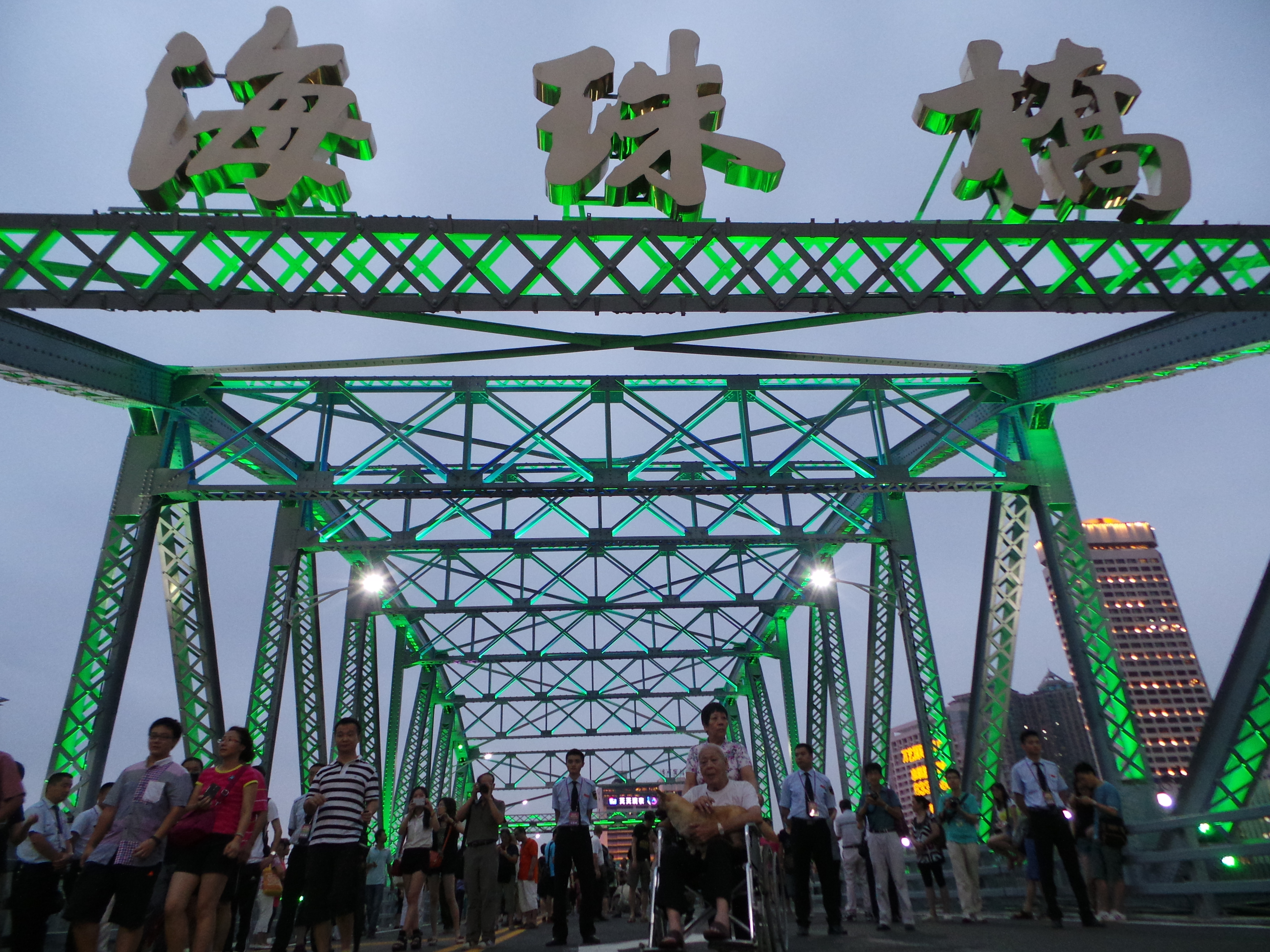
2013年维修后开通前一天
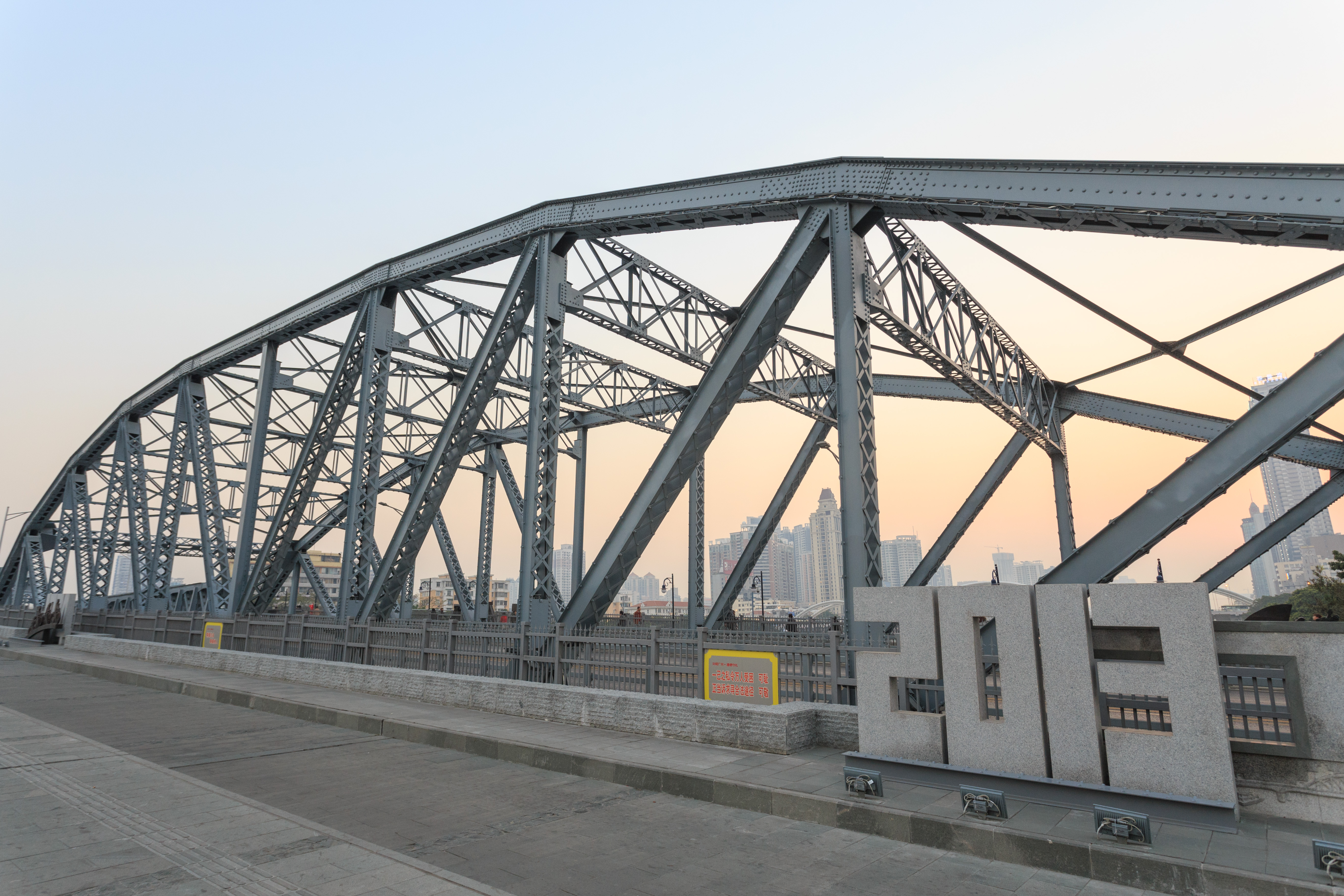
2013年维修后的海珠桥（2014年1月）
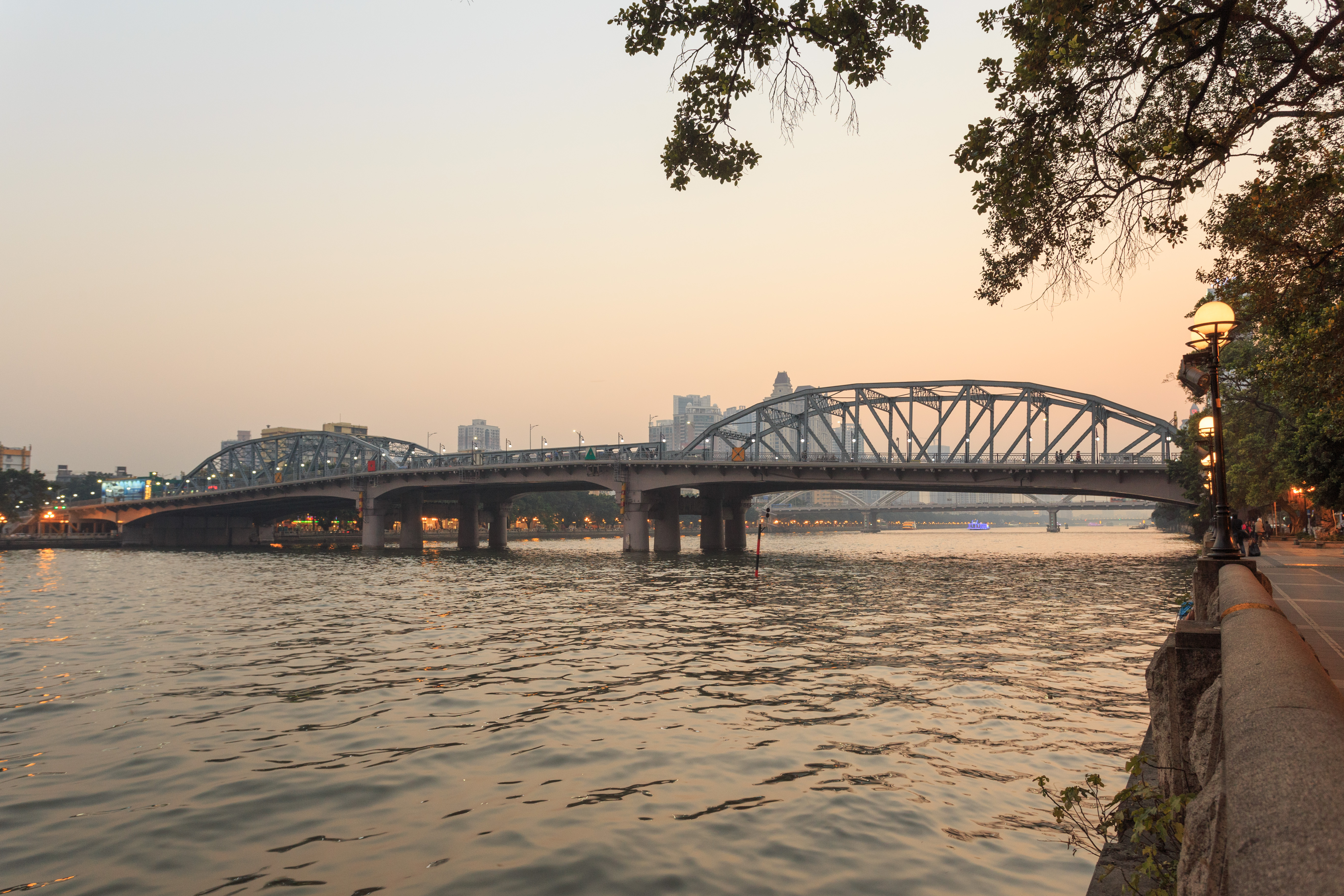
2013年维修后的海珠桥（2014年1月）

#### 胡漢民の題字
胡漢民は海珠橋のために2枚の書をしたためた。そのうち1枚は橋の完成から1949年まで橋の中央トラスに掛けられていたもので、もう1枚は当時の広州市長である劉紀文が所蔵していた。2012年、劉の子孫がその原本を広州市人民政府に寄贈し、当時の広州市長陳建華はその書を受け取った後、孫中山大元帥府記念館に寄託して所蔵されることとなった。修復後の橋に掲示されたのは劉紀文の所蔵版であるが、順序が逆になっており、胡の署名も存在しない。製作された銘板としての作品は現在、行方が不明となっている。
多くのネットユーザーは、もし胡漢民の題字を再び橋に掲示するのであれば、オリジナルを尊重し、右から左への順番で配置すべきだと考えており、署名を加えるべきだとも指摘している。広州市城郷建設委員会の職員はこれに対し、配置順序を左から右にした理由として「現代の読み方に合わせたため」と説明している。また、署名に関しては「現在は考慮していない」とし、「胡漢民は国民党の元老であり、署名を海珠橋に加えるのは『不適切』である可能性がある」と説明している。さらに、「美観の点からも、海珠橋という三文字の下に署名を加えるのは『あまり美しくない』」とも述べた。

#### 文化財プレート
修繕後の海珠橋に新たに追加された文化財プレートには、熱心な市民によって指摘された誤りがいくつかあった。標点符号の誤りに加え、いくつかの漢字が間違って書かれており、学者は「公式が責任を持っていない、文化的名城の名誉を損なう」と厳しく批判している。碑文は簡体字で縦書きされているが、制作した団体は縦書きの排版（レイアウト）に不慣れで、横書きのまま標点符号をそのまま使っていた。文中の「状」や「底」などの字が点が欠けており、誤字となっていた。この問題はメディアに取り上げられた後、作業員によって修正された。また、別の市民は、碑文に古文を使用することで古風な雰囲気を出すべきだと提案したが、市建委は「通行開始の時間が近かったため、古文を書く時間がなかった」と回答した。

## 関連する事件
1989年の六四天安門事件後、広州の学生たち数万人が海珠橋を4日間にわたり占拠したため、広州市の交通は完全に麻痺した。8日になると、軍隊が市内に進軍する準備が整い、人々はようやく解散せざるを得なかった。
広州で開催される花火大会では、海珠橋が絶好の観賞スポットであるため、毎年海珠橋西側の歩道部分が封鎖される。
海珠橋は市の中心に位置し、鋼架構造が登りやすいため、過去に官製メディアが言及した「飛び降り騒動（跳橋秀）」が何度も発生した。飛び降りの多くは、相談先がない外来者であり、社会の関心を引くために橋から飛び降りることで、自分たちの要求を過激に表現しようとする人々である。中には、陽江市の村民が広州に来て海珠橋に登り、自らの訴えを宣伝しようとしたこともあった。

## 流行文化
海珠橋はその独特な造形と広州における重要な地位から、広州に関連するいくつかの作品やブランドで言及されたり、撮影場所として使われたりすることがある。
- 広東省の国有食品ブランド「珠江橋牌（中国語版）」の「珠江橋」は海珠橋のことである
- 2005年のコメディ『乗龍怪婿』には、「海朱喬」（海珠橋の音をもじった名前）というエピソードがあるが、内容は橋とは無関係である[17]。
- 1949年の映画『珠江涙』、1984年珠影制作の映画『雅马哈鱼档』[18]、1994年の映画『大富之家』[19]、2009年の映画『秋喜』[20]でロケ地に使用されている。
- 2012年の海珠橋の修理期間中、70年代生まれ、80年代生まれ、90年代生まれの熱心な人々が「海珠橋別動隊」を結成し、橋の修理と変貌をテーマにしたドキュメンタリーを撮影した[21]。